# Langya bang
Langya bang (琅琊榜S, Lángyá BǎngP; titolo internazionale Nirvana in Fire) è una serie televisiva cinese trasmessa su Dragon TV e Beijing TV dal 19 settembre al 15 ottobre 2015.

## Trama
Nella Cina del VI secolo ci fu una guerra tra le dinastie feudali dei Wei settentrionali e dei Liang meridionali. Il comandante generale Liang, Lin Xie, suo figlio di 19 anni, Lin Shu, e l'esercito di Chiyan hanno sconfitto le forze Wei ostili. Tuttavia, quando i Chiyan furono indeboliti dalla battaglia, furono massacrati sotto gli ordini dell'Imperatore. Sconosciuti al re, i Chiyan furono incastrati da rivali politici, i quali sostenevano che stavano cospirando una ribellione con l'allora principe ereditario, il principe Qi. Di conseguenza, anche il principe Qi e i membri del maniero Lin furono giustiziati ingiustamente. La madre di Qi, la consorte Chen, e la madre di Lin Shu, sorella del re, si suicidarono.
Lin Shu è sopravvissuto ma è stato avvelenato dal veleno della fiamma amara. Per salvargli la vita, il maestro di Langya Hall, Lin Chen, gli diede un trattamento che alla fine portò all'aspetto alterato e allo stato indebolito di Lin Shu. Per i successivi dodici anni fonda l'Alleanza Jiang Zuo e diventa il capo del mondo dei pugili come Mei Changsu. Lin Shu torna quindi nella capitale durante la lotta per il trono tra il principe Yu e il principe Xian. Usa questa opportunità per ripristinare l'innocenza della sua famiglia e per aiutare segretamente il suo amico d'infanzia, lo sfortunato principe Jing, a diventare imperatore.
Sotto il nome di Su Zhe, Lin Shu diventa uno stratega, che sostiene il principe Yu in superficie. Lo aiuta a sconfiggere il principe ereditario e il suo potente alleato, il marchese Xie Yu. Segretamente, assiste il principe Jing mentre sale al potere e al favore. Mentre indaga anche su Xie Yu, Lin Shu scopre nuovi dettagli sulla cospirazione di Chiyan. Si rende conto che Xia Jiang, capo dell'Ufficio Xuan Jing, è stato l'istigatore che ha incastrato il Principe Qi e l'Esercito Chiyan in modo che il Principe Qi non potesse sciogliere l'Ufficio Xuan Jing quando diventa imperatore.
Dopo che il principe ereditario è caduto in disgrazia, il principe Yu e il suo stratega, Qin Banruo, diventano sospettosi di Mei Changsu dopo aver visto l'improvvisa ascesa al potere del principe Jing. Sebbene gli venga consigliato di smettere di avanzare per il trono, il principe Yu forma un'alleanza con Xia Jiang, che accetta di aiutarlo a impedire che il caso Chiyan venga riesaminato sotto il principe Jing, per paura che il principe possa scoprire le bugie di Xia. Nonostante il loro piano di utilizzare la cattura dell'ex generale Chiyan, Wei Zheng, per creare cattivo sangue tra il principe Jing e suo padre, il piano fallisce, con Xia Jiang arrestato e il suo Ufficio sequestrato e perquisito. Vengono rivelati anche i crimini precedenti del principe Yu, che lo hanno portato ad essere degradato e messo agli arresti domiciliari. Qin Banruo in seguito lo convince a tenere una ribellione mentre suo padre è assente per la caccia di primavera con il principe Jing e Mei Changsu.
Nonostante sia arrivato con un esercito più potente rispetto al piccolo numero di soldati di stanza alla caccia, il principe Yu fallisce. Successivamente si suicida in prigione. Nel frattempo, Xia Jiang scappa di prigione durante il tentativo di ribellione e deduce che Mei Changsu è Lin Shu. Tenta di riconquistare la fiducia dell'Imperatore scoprendo l'identità di Mei e accusando il principe Jing di aver cospirato con lo stratega come motivo della rapida ascesa al potere del principe. Anche se l'imperatore imprigiona di nuovo Xia Jiang, tenta di uccidere Mei Changsu per evitare ulteriori pasticci, ma viene fermato dal principe Jing.
Insieme, il principe Jing e Mei Changsu progettano la riapertura del caso Chiyan. Alla celebrazione del compleanno dell'Imperatore, il Principe fa parlare la Gran Principessa Liyang, la moglie di Xie Yu, di fronte all'imperatore con le prove della confessione di Xie Yu. Sebbene irritato dall'improvvisa accusa dei suoi errori, l'Imperatore è reso impotente e alla fine accetta di riaprire il caso. Dopo aver indagato, dichiara innocenti il principe Qi, Lin Xie, Lin Shu e l'intero esercito Chiyan.
Dopo aver portato a termine la sua missione, Mei Changsu viene a sapere che le forze del Wei settentrionale hanno approfittato dei disordini politici invadendo Da Liang. Decide di prendere le armi per scacciare le forze del Sud (Da Yu), poiché questo è ciò che avrebbe fatto Lin Shu. Mei prende le medicine di Lin Chen, che gli danno forza per tre mesi, così può guidare le forze di Liang a sconfiggere il nemico. Alla fine non torna nella capitale. Diversi anni dopo, il principe Jing diventa il nuovo imperatore. Quando il comandante Meng Zhi chiede all'imperatore Jing di nominare la milizia appena fusa, la chiama esercito "Chang Lin", in onore di Lin Shu e Mei Chang Su.

## Personaggi
- Mei Changsu/Su Zhe/Lin Shu, interpretato da Hu Ge e Zhang Zhehan (adolescente)
- Principessa Mu Nihuang, interpretata da Liu Tao e Pan Xiao Yang (adolescente)
- Principe Jing, interpretato da Wang Kai